# TT127
TT127 (Theban Tomb 127) è la sigla che identifica una delle Tombe dei Nobili ubicate nell’area della cosiddetta Necropoli Tebana, sulla sponda occidentale del Nilo dinanzi alla città di Luxor, in Egitto. Destinata a sepolture di nobili e funzionari connessi alle case regnanti, specie del Nuovo Regno, l'area venne sfruttata, come necropoli, fin dall'Antico Regno e, successivamente, sino al periodo Saitico (con la XXVI dinastia) e Tolemaico.

## Titolare
TT128 era la tomba di:
| Titolare                                                                                            | Titolo                                             | Necropoli           | Dinastia/Periodo                | Note                                          |
| --------------------------------------------------------------------------------------------------- | -------------------------------------------------- | ------------------- | ------------------------------- | --------------------------------------------- |
| Senemiah, usurpata in epoca ramesside da Piay (forse suo figlio) e dal figlio di quest'ultimo Pairy | Scriba reale, Supervisore di tutte le coltivazioni | Sheikh Abd el-Qurna | XVIII dinastia (Thutmosi III ?) | nella pianura; pochi metri a nord dalla TT125 |

## Biografia
Wazmosi (o Uadjmes) fu il nome del padre di Senemiah, Ahmosi quello della madre; Sensonb e Tetisonb i nomi delle mogli. Piay, Prete wab di Amon, fu, forse, suo figlio e Iahmes suo fratello. Un lungo testo autobiografico è riportato su una stele (n. 9 in planimetria) che ricomprende le titolature e gli incarichi di Senemiah:
- Scriba reale;
- Colui che conta i pani dell'Alto e Basso Egitto;
- Colui che conta gli indumenti e i cereali dell'Alto e Basso Egitto;
- Supervisore di tutti i prodotti;
- Supervisore del luogo del vino (letteralmente del luogo del vino: le cantine);
- Supervisore al pollame e al pescato;
- Direttore del tesoro delle due case;
- Portatore del sigillo del Signore delle Due Terre;
- Consigliere del re e delle sue responsabilità;
- Grande di favori nel Palazzo reale;

egli inoltre definisce se stesso come: "fidato", "unico" e "grandemente amato". Il fatto che l'incarico originariamente assegnatogli da Djehuti (TT11), suo predecessore come Direttore del tesoro, comprendesse anche la supervisione delle spezie e la contabilità della mirra e dell'incenso, ha fatto supporre che tale incarico gli fosse stato assegnato dopo la missione diplomatico/commerciale voluta da Hatshepsut nella terra di Punt. Due ulteriori incarichi non sono ancora stati bene interpretati: "Dignitario nella casa dell'imbalsamazione" e "Colui che amplia il luogo nella Casa della Vita"
La tomba venne successivamente occupata, in epoca ramesside, da Piay, forse suo figlio, ma più probabilmente un discendente visto l'intervallo di tempo, e dal figlio di costui, Pairy.

## La tomba
La tomba si sviluppa planimetricamente con forma a "T" rovesciata, tipica delle sepolture di questo periodo, con camera rettangolare al fondo. Si trattava, certamente, di una delle tombe più belle e decorate dell'area, ma fino a non molto tempo addietro era sepolta sotto moderne costruzioni del villaggio di Gurna, oggi demolite, e veniva usata come stalla; una ripida scala in pietra, molto danneggiata, conduce alla porta di accesso. La tomba si presenta molto scura a causa di fuliggine e residui dovuti al lungo impiego come abitazione e ricovero per animali; i colori originali, nonostante le operazioni di pulizia, sono del tutto scomparsi e le decorazioni parietali sono costituite da rilievi di ottima fattura. La presenza di un testo che richiama una "fanciulla discendente dalla carne di Amon", seguito da alcuni geroglifici interpretabili come "vita, salute e prosperità" (epiteti tipicamente destinati ai sovrani) ha fatto propendere per l'inizio della costruzione verso la fine del regno di Hatshepsut e l'ultimazione sotto quello del suo successore Thutmosi III. La sepoltura venne riutilizzata in periodo ramesside, da Piay che era forse figlio, o più verosimilmente discendente, di Senemiah. Benché il nome di Piay sia sempre accompagnato dall'epiteto "figlio di Senemiah", infatti, ciò appare storicamente improbabile giacché quasi sei generazioni separerebbero i due personaggi; questo a meno di non voler ipotizzare che l'occupante del periodo ramesside recasse lo stesso nome del figlio effettivo del titolare della tomba, o che il Piay del periodo successivo in qualche modo non vantasse un rapporto di discendenza diretta con Senemiah. Resta il fatto che la successiva occupazione non mutò alcunché dell'apparato pittorico, anzi lo restaurò in alcuni punti, e le successive iscrizioni furono artisticamente adattate alle preesistenti sfruttando ogni spazio ancora libero. 
Si è valutato che la TT127, dati gli incarichi particolarmente importanti assegnati a Senemiah, appaia molto modesta e che perciò tale sepoltura sia stata realizzata quando egli ricopriva incarichi di minor prestigio potendo successivamente contare su una tomba, non ancora scoperta, più adeguata al suo rango.
Un corridoio, sulle cui pareti (1 in planimetria) è rappresentato il defunto in adorazione, adduce a una sala trasversale; su due registri (2), il defunto riceve prodotti dell'Alto e Basso Egitto e assiste all'aratura e alla raccolta del lino. Le scene agricole proseguono nel dipinto successivo (3) in cui il "figlio" Piay, Prete wab di Amon, coadiuvato da altri preti presenta liste delle offerte al defunto e alla madre Tetisonb in presenza di suonatrici di tamburello e di arpisti. Una falsa porta (4) alla cui sommità sono rappresentati il defunto e Tetisonb, mentre sui ritti portatori di offerte; poco oltre (5) il defunto e Tetisonb seduti dinanzi a un'altra coppia mentre preti offrono libagioni e (6) il defunto riceve prodotti tipici del Fayyum. Sul lato ovest dell'entrata (7) il defunto e la madre ispezionano prodotti provenienti dalla Nubia compresi alcuni tori, la scena prosegue con la preparazione di pollame che si sviluppa anche oltre (8) con la preparazione di pesce e con portatori di offerte su due registri sovrapposti. Sul lato corto della sala (9) una stele con "ammonimenti ai viventi" e testi autobiografici; poco oltre (10) il defunto e il padre ispezionano portatori di bestiame e pollame e assistono alla cattura di oche, asini, gru. Ultimo rilievo della sala trasversale (11) rappresenta il defunto con una moglie a pesca e scene di vendemmia.
Un altro corridoio, sulle cui pareti (12) sono rappresentati un elenco di festività, il "figlio" Piay in adorazione, con un inno a Ra, e la moglie di questi che suona il sistro, dà accesso ad una sala perpendicolare alla precedente. Su tre registri sovrapposti (13) scene del corteo funerario e del pellegrinaggio ad Abido. Sulla parete opposta (14) scene di riti in presenza della mummia e di trasporto di statue; poco discosto (15) Piay, e alcune donne di famiglia, in offertorio dinanzi al defunto e a Tetisonb, moglie di Senemiah.
Un altro corridoio, sulle cui pareti (16) è rappresentato un fratello di Senemiah e testi di offertorio del "figlio" Piay, adduce a una camera rettangolare interna in cui erano iniziati lavori di ampliamento della tomba. In alto (17) i titoli del defunto e poco oltre (18), più in basso, su due registri sovrapposti, il defunto e la moglie Sensonb ricevono libagioni e fumigazioni d'incenso a cura di un prete lettore; seguono i resti di una lista di offerte (19) e (20) il defunto purificato da sei preti. Sulla parete est della sala (21) il defunto con Tetisonb e (22) un uomo con lista delle offerte dinanzi al defunto seduto.

### Annotazioni
1. ↑  La numerazione dei locali e delle pareti segue quella di Porter e Moss 1927, p. 238.
2. ↑  La prima numerazione delle tombe, dalla numero 1 alla 253, risale al 1913 con l’edizione del "Topographical Catalogue of the Private Tombs of Thebes" di Alan Gardiner e Arthur Weigall. Le tombe erano numerate in ordine di scoperta e non geografico; ugualmente in ordine cronologico di scoperta sono le tombe dalla 253 in poi.
3. ↑  I campi della Duat, ovvero l'aldilà egizio, si trovavano, secondo le credenze, proprio sulla riva occidentale del grande fiume.
4. ↑  Nella sua epoca di utilizzo, l'area era nota come "Quella di fronte al suo Signore" (con riferimento alla riva orientale, dove si trovavano le strutture dei Palazzi di residenza dei re e i templi dei principali dei) o, più semplicemente, "Occidente di Tebe".
5. ↑  le Tombe dei Nobili, benché raggruppate in un'unica area, sono di fatto distribuite su più necropoli distinte.
6. ↑  Le note, sovente di inquadramento topografico della tomba, sono tratte dal "Topographical Catalogue" di Gardiner e Weigall, ed. 1913 e fanno perciò riferimento alla situazione dell'epoca.
7. ↑  I preti "wab", ma anche "uab", o "uebu", appartenevano al basso clero ed erano incaricati della manutenzione degli strumenti del culto e degli oggetti comunque ad esso connessi. A loro competeva il lavacro e l'abbigliamento giornaliero della statua del dio presso cui operavano e a loro competeva il trasporto della statua del dio (generalmente su una barca sacra) durante le cerimonie. Erano gerarchicamente sottoposti ad un "grande prete wab" cui competevano le operazioni giornaliere di culto della divinità.
8. ↑  La TT127 appare decisamente piccola per un funzionario di alto rango come il Direttore del tesoro; per tale motivo, gli studiosi suppongono che sia stata realizzata quando Senemiah era solo Scriba e Supervisore, e che con la nomina a direttore del tesoro gli sia stata realizzata una seconda sepoltura non ancora rinvenuta. Ciò giustificherebbe, peraltro, l'occupazione successiva della sepoltura da parte di Piay e di suo figlio Pairy.
9. ↑  Mentre gli epiteti di Piay recano il nome del dio Amon, quelli riferiti a Senemiah sono stati scalpellati proprio nelle parti in cui sarebbe dovuto esserci il nome di tale divinità, operazione che avvenne, molto probabilmente, durante il periodo dell'Eresia amarniana. Analogamente scalpellata è inoltre, l'immagine di un prete wab di Aton
10. ↑  In un caso alcune iscrizioni relative a Piay, e a suo figlio Pairy, sono state inserite nello spazio tra le zampe di una sedia su cui è assiso Senemiah.
11. ↑  10 x 2,6 m.
12. ↑  5.8 x 2 m.
13. ↑  5,6 x 2.5 m.
14. ↑  Era compito dei preti "lettori" l'organizzazione delle cerimonie e la recitazione ad alta voce, durante le cerimonie sacre, degli inni previsti. Proprio per tale conoscenza delle invocazioni giuste e corrette, i "lettori" venivano considerati detentori di poteri magici.

### Fonti
1. ↑  Gardiner e Weigall 1913.
2. ↑  Donadoni 1999,  p. 115.
3. ↑  Gardiner e Weigall 1913, p. 28.
4. 1 2  Porter e Moss 1927,  p. 241.
5. ↑  Gardiner e Weigall 1913, pp. 28-29.
6. ↑  Porter e Moss 1927,  p. 237.
7. ↑  Sethe 1906,  pp. 494-516.
8. ↑  Sethe 1906,  pp. 513-514.
9. ↑  Kampp 1996,  pp. 417-418.
10. ↑  Porter e Moss 1927,  pp. 237-241.